# 監査委員会
監査委員会（かんさいいんかい）とは、指名委員会等設置会社である株式会社において指名委員会、報酬委員会とともに設置される監査委員として選定された取締役による合議体である。
- 以下、会社法は、条数のみ記載する。

取締役監査役会設置会社における監査役会に相当するとともにこの合議体を構成する監査委員は監査役設置会社における監査役に相当する。指名委員会等設置会社は取締役は業務執行を原則行わず、取締役会が選任した執行役が業務執行を行い、取締役は業務執行の監督のみを行うため、取締役である監査委員が監査役と同様の職務執行の監査を行う。そのため指名委員会等設置会社では監査役はおかれない（おくことができない）。
3人以上の委員で組織され（400条1項）、委員の過半数は社外取締役でなければならない（400条3項）。この点は指名委員会、報酬委員会と同じだが監査委員会の委員のみ委員会設置会社の執行役、業務執行取締役または子会社の執行役、業務執行取締役、会計参与、支配人その他の使用人を兼任できない（400条4項）。これは監査役設置会社における監査役と同じである。
執行役等の職務執行の監査および監査報告の作成（404条2項1号）、株主総会に提出する会計監査人の選任・解任および会計監査人を選任しないことに関する議案の内容を決定すること（404条2項2号）が権限である。監査報告の作成は監査役設置会社における監査役や監査役会設置会社における監査役会と共通するが、会計監査人の選任等の決定は監査役設置会社における監査役にはなく（監査役が請求権や同意権のみ有する）指名委員会等設置会社独自のものである。
執行役等の職務執行の監査の権限も指名委員会等設置会社独自のもので取締役等の職務執行の監査権限は監査役会設置会社における監査役会にはない。これは監査役会設置会社においては各監査役が単独で権限を行使する。